# CRC Handbook of Chemistry and Physics

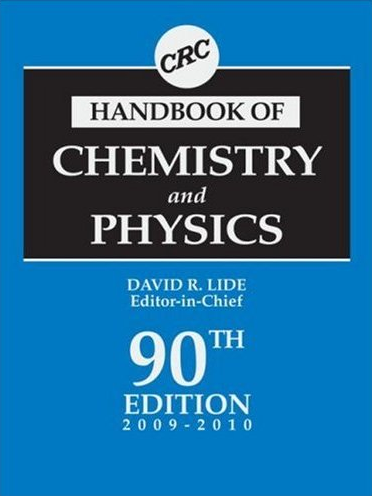
Voorkant van de 90ste druk

Het CRC Handbook of Chemistry and Physics wordt algemeen gezien als een belangrijk handboek voor de natuur- en scheikunde. Een bekende bijnaam is de 'Rubberbijbel' ('Rubber Bible') of het 'Rubber Book', omdat CRC oorspronkelijk "Chemical Rubber Company" betekende.
Al in de druk van 1962–1963 van 3604 bladzijden bevatte het Handboek een overvloed van informatie voor elke tak van natuurwetenschap en techniek, onder meer: Mathematics, Properties and Physical Constraints, Chemical Tables, Properties of Matter, Heat, Hygrometric and Barometric Tables, Sound, Quantities and Units, Antidotes of Poisons, Rules for Naming Organic Compounds, Surface Tension of Fused Salts, Percent Composition of Anti-Freeze Solutions, Spark-gap Voltages, Greek Alphabet, Musical Scales, Pigments and Dyes, Comparison of Tons and Pounds, Twist Drill and Steel Wire Gauges en Properties of the Earth's Atmosphere at Elevations up to 160 Kilometers. Latere drukken richten zich bijna uitsluitend op natuur- en scheikunde.
Behalve vele technische hand- en leerboeken geeft CRC ook boeken uit over forensische wetenschappen, forensische geneeskunde en criminologie.

## Oude drukken
- 1929 – 14th Edition, 1390 pagina's, 6,5 × 4,5"
- 1931 – 16th Edition
- 1936 – 21st Edition, 6,5 × 4,5 × 2,25"
- 1939 – 23rd Edition
- 1962–1963 – 44th Edition, 3604 pagina's, 7,0 × 4,5 × 3,5"
- 1975–1976 – 56th Edition
- 2004 – 85th Edition, ISBN 0-8493-0485-7
- 2009 – 90th Edition, ISBN 978-1-4200-9084-0, 8,5 × 11", 2804 pagina's[1]